# Lepanthes dawsonii
Lepanthes dawsonii là một loài thực vật có hoa trong họ Lan. Loài này được Ames mô tả khoa học đầu tiên năm 1938.